# Lamproglena hepseti
Lamproglena hepseti is een eenoogkreeftjessoort uit de familie van de Lernaeidae. De wetenschappelijke naam van de soort is voor het eerst geldig gepubliceerd in 2007 door Van As & Van As.